# Skuszew
Skuszew – wieś w Polsce, położona w województwie mazowieckim, w powiecie wyszkowskim, w gminie Wyszków. Ma status sołectwa.
| SIMC    | Nazwa       | Rodzaj      |
| ------- | ----------- | ----------- |
| 0523287 | Giziewiczka | osada leśna |
| 0523293 | Kółko       | kolonia     |

Wieś królewska Skuszewo położona była w drugiej połowie XVI wieku w powiecie kamienieckim ziemi nurskiej województwa mazowieckiego. W latach 1975–1998 miejscowość administracyjnie należała do województwa ostrołęckiego. Wieś o średniowiecznej metryce.
1 lipca 1952 włączony do Wyszkowa, 5 października 1954 ponownie wyłączony jako samodzielna wieś.
Wierni Kościoła rzymskokatolickiego należą do parafii Wniebowzięcia NMP w Kamieńczyku nad Bugiem.